# Angulostiria
Angulostiria là một chi bướm đêm thuộc họ Noctuidae.

## Các loài
- Angulostiria chryseochilus (Dyar, 1909)